# Repolarisation
Repolarisation ist ein Begriff aus der Zellphysiologie und bezeichnet speziell die Rückkehr des Membranpotentials an einem Axon zum Ruhepotential nach einer Depolarisation. Stattdessen kann auch der allgemeine Begriff der Hyperpolarisation verwendet werden, wobei die darauffolgende Phase dann abgrenzend als Nachhyperpolarisation bezeichnet wird.
Nach der Depolarisation werden die spannungsaktivierten Natriumkanäle zunächst durch das Schließen von Inaktivierungstoren wieder undurchlässig für Natrium-Ionen, wodurch es zu keinem weiteren Anstieg des Membranpotentials kommt.
In der Axonmembran liegen außerdem spannungsaktivierte Kaliumkanäle, die sich nun öffnen. Dies führt – dem Konzentrationsgefälle folgend – zu einem starken Ausstrom von Kalium-Ionen. Dadurch wird das Außenmedium wieder mit positiven Ladungsträgern angereichert, während sie im Inneren abnehmen. Das Membranpotential sinkt folglich wieder ab und kehrt nach einer kurzen Hyperpolarisation (alternativ Nachhyperpolarisation) wieder zum Ruhepotential zurück.
Die ursprüngliche Ionenverteilung des Ruhepotentials (außen viele Natrium-Ionen und innen viele Kalium-Ionen) wird anschließend durch die Natrium-Kalium-Pumpe wiederhergestellt und die Aktivierungstore der spannungsabhängigen Natriumkanäle werden ebenfalls geschlossen.
Ein erneutes Aktionspotential kann erst wieder ausgelöst werden, wenn die Inaktivierungstore der spannungsabhängigen Natriumkanäle wieder geöffnet sind. Diese Refraktärzeit beträgt normalerweise ca. 2 ms.